# 良江镇
良江镇，是中华人民共和国广西壮族自治区来宾市兴宾区下辖的一个乡镇级行政单位。

## 行政区划
良江镇下辖以下地区：
良江社区、李村、罗村、中团村、龙安村、思贡村、吉利村、权村、塘圩村、独女村、草凌村、塘权村和松柏村。